# 黒田硫黄
黒田 硫黄（くろだ いおう、男性、1971年1月5日 - ）は、日本の漫画家。ペンネームの由来は「黒田」+オモチャの「火星大王」から。愛称は「大王」。
男女の双子で誕生。東日本出身。一橋大学法学部・社会学部卒業。
1993年『月刊アフタヌーン』にてデビュー。『月刊アフタヌーン』『月刊IKKI』『COMIC CUE』などに筆による作品を発表している。2002年、『セクシーボイスアンドロボ』により第6回文化庁メディア芸術祭マンガ部門大賞、文部科学大臣賞を受賞。

## 来歴
生まれは札幌市であるが、幼少期は10回を超える引越しで東日本を転々としたため、「東日本出身」としばしば表現している。麻布高校時代にアニメ研究会に所属、2分ほどの紙製アニメやリレーマンガを他の部員たちと制作していた。一橋大学では漫画研究会に所属。教養課程野崎歓ゼミナール（映画論）、法学部村井敏邦ゼミナール（刑事法）、社会学部湊博昭ゼミナール（精神医学）などに参加。大学の同じゼミナールに、後に漫画家となった倉田真由美がいた。出版社への数度の持ち込みを経て、在学中の1993年にアフタヌーン四季賞秋のコンテストにて「蚊」、「熊」、「南天」、「遠浅」の4編により四季大賞を受賞し、漫画家としてデビューする。
翌年より『月刊アフタヌーン』にて『大日本天狗党絵詞』を連載。連載終了後の1998年、この作品に注目していたよしもとよしともから合作の話を持ちかけられ、よしもと原作、黒田作画による「あさがお」を『COMIC CUE』に掲載。これを端緒として同誌に短編作品を発表していく。1999年に作品集『大王』を刊行、帯に大友克洋、寺田克也、よしもとよしとも3名からの推薦文が寄せられた。
2000年から2003年にかけて『月刊アフタヌーン』にて『茄子』を連載、平行して『月刊IKKI』に『セクシーボイスアンドロボ』を連載する。『茄子』のうちの一編「アンダルシアの夏」は単行本帯にて宮崎駿に「このおもしろさが判る奴は本物だ」と絶賛されたのち、2003年に高坂希太郎監督により劇場アニメ化。また、2007年には続編である「スーツケースの渡り鳥」が同監督によりOVA化された。また『セクシーボイスアンドロボ』は2007年に日本テレビにてテレビドラマ化されている。
2003年以降しばらく目立った活動がなかったが、2005年より『月刊アフタヌーン』に復帰し、2006年より同誌で『あたらしい朝』の連載を開始。しかし急病により同誌2007年6月号より中断し、1年の長期休載を経て2008年9月号より再開したが、たびたび休載となっていた。最終的には、不定期な掲載を経て2010年12月号にて完結した。

## 評価
- 毎日新聞で黒田を取り上げた宮本大人は、「線の引き方、コマの割り方、構図の取りかた、話の展開、キャラクターの造形、言葉の選択、それらの一つ一つが今目の前にある形になるまでに、どんな選択肢があり、どういう理由で他の選択肢が落とされたのかが、いちいち分かった（気がした）のである」とそのセンスを評価した[4]。
- 文芸評論家の大庭萱朗は「黒田硫黄のマンガのすべてのコマ、すべてのページに、観ることと描くことの歓び、そして生きることの瑞々しさが横溢している」と評した上で、漫画の「観る体験を味わう媒体としての側面を捉えた」という点で、黒田を手塚治虫、大友克洋、高野文子の系譜に連なる作家と位置づけている[5]
- 『ユリイカ』の特集号に評をよせた斎藤環は、「作品の端正なまでの倫理性」という点で「手塚治虫の正統的系譜」に位置づけられるとし、さらに「作家自身を戯画化し薀蓄を語るスタイル」や小綺麗さとは無縁な絵のスタイル、飛翔シーンの多さや「出立」を作品のモチーフとして繰り返し描いているなどの点で宮崎駿との類似性を見出している。また黒田が一部で女性であると誤解を受けていたことを取り上げ[注 2]、本来女性作家に特徴的な人物同士の関係性に注目する作風（「関係性への配慮」）がその誤解に一役買ったのではないかと分析している[6]。

## 作家像

### コマ割りへのこだわり
上記のようにコマ割りのセンスが評価されている黒田だが、デビュー前の持ち込みの時には編集者からコマ割りを酷評されたことがあり、これをきっかけに1年ほどコマ割りの研究をしたのだと語っている。また大学の漫画研究会では、大島渚の『忍者武芸帳』を題材に「コマ割りと時間の関係」について分析し、コマの面積と読み手の感じる作品内の時間の長さは比例するのではないか、という仮説を立てたという。もっともその後のインタビューではキャラクターを中心に読まれる漫画への憧れも語り、「コマ割りに凝れば凝るほど、“コマ割りがいい”という漫画の楽しみ方は貧しいなと思い知りました」とのコメントも寄せている。

### 筆の使用
しばしば黒田の特徴とされる筆の使用は、もともとは早く描けるからという理由で使い始めたもの。石神井の職人によるものを愛用しており、墨は自分で磨って使っているが、忙しいときには筆ペンも使っている。また「筆で描く漫画家」のように間口を狭めるのが嫌で作品によってはペンも使用している。連載作品の中では『茄子』の大部分がペンによって描かれている。

### スターシステム
黒田はデビュー時から作品にスター・システムを取り入れており、同じ外見のキャラクターを複数の作品でそれぞれ別の役どころで登場させている。なかでも中年男性「高間」は『大日本天狗党絵詞』『茄子』で同じ名前で登場するなどやや特殊な位置付けがなされている。以前の公式ホームページには「キャラクターとは役者であります」という言葉で始まる「俳優図鑑」という各キャラクターの解説もあった。

### 他の作家との影響関係など
黒田は藤子・F・不二雄のファンであり、『Comickers』では藤子の『21エモン』が漫画家となるきっかけだったかも知れないと語っている。『Quick Japan』では新沢基栄や徳弘正也などに言及、小説家では学生時代に筒井康隆を愛読していたと語っている。南信長は、直系子孫たる作家のいない諸星大二郎の「遺伝子」を「そこはかとなく」感じさせる最たる一人として、黒田を挙げている。

## 作中のモチーフ
ここでは「黒田硫黄キーワード事典」を参考に、黒田の作品に特徴的ないくつかのモチーフを解説する。
象（ゾウ）
「象の散歩」「象夏」（『大王』所収）「象の股旅」（『黒船』所収）など、黒田は象を好んで作品の題材に取り上げており、また象印の架空のビール「パオパオビール」を複数の作品で登場させている。黒田は象について「とくにアジア象だと人間との関係の文化があるので面白い話がいっぱい掘り出せます」とコメントしている。

自転車
自転車レースを描いた「アンダルシアの夏」で自転車レースファンである宮崎駿から賛辞を受けた黒田だが、このほかにも「わたしのせんせい」「自転車フランケン」など作中にしばしば自転車を登場させている。2003年には『Comickers』春号にて自転車レース漫画『シャカリキ!』の作者 曽田正人と対談した。またスタジオジブリ主催のツール・ド・信州にも参加している。『茄子』のアニメ化を記念してつくられた特集本では、すぎむらしんいちやあさりよしとおなど自転車好きの漫画家からイラストを寄せられた。

カメラ
『大日本天狗党絵詞』などに小道具として登場。四季賞の賞金ではカメラを買い、大学の写真サークルで現像の方法などを一通り学んだという。そのとき「自分の外側のものをいかに取り込んでいくか」という点で写真の才能がないことがわかったが、ゾーンシステムや露出の感覚などが絵を描く上での勉強になったと語っている。黒田自身の撮影した写真は『天狗党』カバー見返しや巻末付録などで見ることができる。

ロボット
幼少時に『鉄腕アトム』『マジンガーZ』を好んで観ていたという黒田は、古いタイプのロボットへの憧憬を語っており、今後ロボットものを描きたいとも語っている。「THE WORLD CUP 1962」（『大王』所収）では人類崩壊後に巨大ロボットが戦う光景を描き、『セクシーボイスアンドロボ』ではロボットオタクの青年「ロボ」を登場させた。

料理
『茄子』をはじめとする黒田の作品において頻繁に描かれる食事や料理は、キャラクターの「生き方や人間関係、過去の記憶と密接に結びつ」き、「演出上重要な役割を担」っている。2002年のインタビューでは「僕は登場人物が何を食っているのか分からないようなマンガはだめだと思ってるんです」と語っており、南信長は、それ故に黒田の作品には生命感やリアリティが生じるのだとしている。

## 作品リスト

### 連載作品
大日本天狗党絵詞
（講談社『月刊アフタヌーン』1994年10月号 - 1997年1月号）
幼い頃から天狗とともに暮らし、自身も天狗になろうとする少女・シノブを描く現代劇。黒田の初連載作品であり、当時黒田が凝っていた能の影響が窺える。全28話、単行本全4巻。
『大日本天狗党絵詞 1 新装版』
（アフタヌーンKC）（2008年10月）
短編「かみかくし」初出：『大日本天狗党絵詞』の世界
（『月刊アフタヌーン』1994年10月号）4ページカラー
『大日本天狗党絵詞 2 新装版』
（アフタヌーンKC）（2008年11月21日）

『大日本天狗党絵詞 3 新装版』
（アフタヌーンKC）（2008年12月22日）

茄子
（『月刊アフタヌーン』2000年11月号 - 2002年10月号）
茄子をテーマにしたオムニバス作品。晴耕雨読の生活を送る中年・高間（たかま）の話を中心に、現代劇・時代劇・近未来SFまでさまざまな人物・ジャンルの短編を描く。全24話、単行本全3巻。

セクシーボイスアンドロボ
（小学館『スピリッツ増刊IKKI』第1号（2000年） - 第13号（2003年））
「スパイか占い師になりたい」という少女・ニコが携帯電話と声色を駆使し、相棒のロボとともに様々な事件を解決する都会劇。13話（未完）、単行本2巻。

あたらしい朝
（『月刊アフタヌーン』2006年9月号 - 2010年12月号）
1930年代のドイツ。ナチスの政治資金をうっかりネコババしてしまった2人の不良青年・マックスとエリックは、ほとぼりを冷ますために兵役に就く。しかし折りしも戦争が始まってしまい、2人の人生の歯車は大きく狂っていく。不定期に連載。全16話、単行本全2巻。

アップルシードα
（(c)士郎正宗・SPWA・LPE、講談社『月刊モーニングtwo』2014年9月号 - 2016年2月号 ）
士郎正宗のコミック「アップルシード」を原案とし、2014年に公開された映画「アップルシードα」のコミカライズとして連載された。映画の内容とは基本設定を共通とするがストーリーはオリジナルである。212X年、40年間の非核大戦の末に文明崩壊した後の世界。サイボーグが政治とインフラを握り人間を下位に置く都市国家ニューヨークに、大戦を生き抜いた元SWATのデュナンと戦闘サイボーグ・ブリアレオスが流れ着き、サイボーグと人間、『オリュンポス』それぞれの勢力間での争いに巻き込まれていく。全15話、単行本全2巻。

ころぶところがる
（八重洲出版『サイクルスポーツ』2021年1月号 - 、小学館『ゲッサン』2023年7月号 - 2023年9月号）
船頭安五郎
リイド社『コミック乱』2025年7月号 - ）※シリーズ連載

### 短編作品
『大王』
（1999年刊、イーストプレス）収録作品（収録順）

『黒船』
（2001年刊、イーストプレス）

『大金星』
（2008年刊、アフタヌーンKC）収録作品
- Schweitzer

（初出掲載誌「アディダス・マンガフィーバー」2002年刊）8ページ
- ミシ

（『月刊アフタヌーン』2005年4月号 - 同9月号連載）
- アンヘル

（前後編）（「月刊アフタヌーン」2003年8、9月号初出）42ページ
- 居酒屋武装条例

（講談社『ヤングマガジンアッパーズ』Vol.7、2002年）
- ぶどうの丘

（『COMIC CUE』Vol.200、2002年）
- ねこねこ救助隊

（青土社『ユリイカ』2003年8月号）
- 多田博士

（講談社『エソラ』Vol.3、2006年）他

『きょうのカプセル』講談社
（2018年11月22日）

未収録作品
- 遠浅（『月刊アフタヌーン』1993年11月号）26ページ
- このあいだスタジオジブリに行きました（『千尋と不思議の町 千と千尋の神隠し徹底攻略ガイド、2001年7月）1ページ
- 自転車のふく（スタジオジブリ『熱風』2003年2月号）2ページ
- まさかアニメになるとは思わなんだ。（『茄子 アンダルシアの夏』劇場パンフレット）1ページ
- 毎月映画を観てマンガ描いた（『熱風』2004年11月号）4ページ
  - スタジオジブリのフリーペーパー『熱風』（GHIBLI〈ジブリ〉と読む）で発表した2作は共にその号の特集に沿った雑談的な作品。「毎月映画を－」は、『映画に毛が3本!』の『アッパーズ』連載時の思い出などを語った外伝でもある。

- 固定ギアでモテモテの巻（飛鳥新社『季刊エス』13号、2005年）1ページ
- さらばユニヴァース（スピッツ「ハヤブサ」のツアーパンフレット）
- 映画『動物界』のレビュー漫画（『週刊文春CINEMA』2024年秋号）1ページ
- アンソロジー収録のものは#参加アンソロジーなどを参照

### 参加アンソロジーなど
ネオデビルマン
（2000年刊、講談社）
- ゼノンの立つ日（『モーニング新マグナム増刊』No.8（1999年）初出）54ページ

永井豪『デビルマン』を題材に様々な作家が自由に作品を描く企画単行本（作品の初出は『モーニング』）。全3巻。寺田克也、岩明均などが参加しており、黒田の作品は3巻に収録。2001年には文庫版上下巻も刊行された。

Adidas MANGA FEVER
（2002年刊、スタイル）
- Schweitzer（描き下ろし）8ページ

2002 FIFAワールドカップ開催を記念して作られた単行本。大友克洋、井上雄彦、松本大洋など、海外の作家を含め29人の漫画家が参加。黒田は8ページのオールカラーコミックを寄稿している。

大合作
（2002年刊、講談社）
『月刊アフタヌーン』創刊10周年を記念して制作された合作漫画『大合作』、14周年を記念して制作された『大合作2』を収録。黒田は両作品に参加し連載作品のキャラクターを登場させているほか、『ああっ女神さまっ』のキャラクターを多数の作家が描き合う企画にも参加している。

茄子 アンダルシアの夏 アニメ&漫画コラボブック
（2003年刊、講談社）
- アンヘル（前後編）（『月刊アフタヌーン』2003年8、9月号初出）42ページ

『茄子』の劇場アニメ化を記念して作られた特集本。『茄子』から『アンダルシアの夏』および続編の『スーツケースの渡り鳥』が再録されているほか、単行本未収録の番外編『アンヘル』を収録（ただし、初出時にあった後編の扉ページを消し、前後編の区切りを無くしている）。そのほか黒田と高野文子との対談や高坂希太郎の対談、友人の漫画家の応援イラストなどが収録されている。

短篇集 hi mi tsu ki chi
（2011年刊、小学館）
- 勉強部屋（書き下ろし）

「秘密基地」をテーマに漫画家・作家によって描かれた作品を集めた単行本。大友克洋、いがらしみきお、業田良家、水道橋博士らが参加している。

### エッセイ
映画に毛が3本!
（講談社『ヤングマガジンアッパーズ』1998年Vol.6 - 2004年21号／講談社『別冊ヤングマガジン』2006年18号 - ）
『ヤングマガジンアッパーズ』に創刊時から連載されていた漫画形式の映画コラム。毎回1作品を取り上げ見所を解説する。榎本俊二『映画でにぎりっ屁』との交代で掲載、2003年に講談社から単行本が刊行された。『アッパーズ』休刊後、2006年より『別冊ヤングマガジン』に移って連載が再開。現在のところ、単行本発売後に『アッパーズ』に発表した数回分と『スチームボーイメカニカルブック』（講談社、2004年）で発表した特別編、そして『別冊ヤングマガジン』掲載分が単行本未収録である。

## 関連人物
小原慎司
黒田と同時期にデビューした漫画家。黒田からの呼びかけで2000年に『COMIC CUE』掲載の『課外授業』で合作を行なった（小原原作、黒田作画、『黒船』所収）。『ユリイカ』特集号にイラストとコメントを寄せており、「多分、ボクは日本で一番目か二番目に黒田硫黄の才能にシットした漫画家なのではないか」と書いている。一方黒田は『黒船』巻末の作品解説にて「氏はリリカルというかおたくというかおもろい漫画を描く人」で「私にはリリカルさが足りないなあと思った」とコメント。「リリカルさ」を意識してか『課外授業』は単行本収録時に描き足され、余韻をもった結末に変えられている。

五十嵐大介
黒田と同時期にデビューした漫画家で、漫画家の友人が少ない中では特に黒田と仲が良く、また尊敬していると語っている。2001年の国際交流基金アジアセンター主催「アジアINコミック」展に黒田とともに参加。『茄子アンダルシアの夏 アニメ&漫画コラボブック』では茄子（ナス）をテーマにした短編作品を寄稿している（五十嵐『リトル・フォレスト』2巻に再録）。

小田ひで次
四季賞出身の漫画家。黒田のアシスタントをしていたことがあり、『ユリイカ』特集号にアシスタント体験マンガを寄稿した。小田の方が年長だが『四季賞クロニクル』付属ブックレットでは黒田にデビュー作を酷評されたことが書かれている。

野崎歓
黒田は大学の1、2年次に野崎の映画ゼミに所属しており、野崎は『ユリイカ』特集号に当時を回想するエッセイを寄せている。これによると当時の黒田は「20歳の男児とはとても思えぬ風格」で当時から「大王」のあだ名で呼ばれており、クリント・イーストウッドの『許されざる者』を絶賛した野崎に対して、劇中のライフル銃の扱いの歴史的観点からみた誤りを指摘してみせ野崎を鼻白ませたという。